# کالمیاباش
کالمیاباش (انگلیسی: Kalmiyabash) یک شهرک در شهرستان کالتاسینسکی استان باشقیرستان کشور روسیه است.